# Česká národní agentura ISBN a ISMN
Česká národní agentura ISBN a ISMN působí pod hlavičkou Národní knihovny České republiky. V Česku zajištuje správu systému přidělování mezinárodního standardního čísla knih (ISBN) a mezinárodního standardního čísla hudebnin (ISMN), což je povinnost, kterou Národní knihovně ukládá knihovní zákon. V té souvislosti zajištuje Česká národní agentura ISBN a ISMN také metodickou podporu nejen producentům (nakladatelům, vydavatelům), ale také knihovnám, které při katalogizaci s ISBN a ISMN pracují.
ISBN/ISMN může prostřednictvím České národní agentury ISBN a ISMN zdarma získat kterákoli fyzická či právnická osoba se sídlem v ČR vydávající knihu/e-knihu/audioknihu, resp. hudebninu či e-hudebninu (tj. noty).